# Ludwig Bernhard
Ludwig Bernhard (* 6. Juli 1875 in Berlin; † 16. Januar 1935 ebenda) war ein deutscher Nationalökonom und Hochschullehrer.

## Leben
Bernhard studierte Staatswissenschaften und Maschinenbau in Berlin und München und habilitierte sich in Berlin. 1904 wurde er Professor an der Akademie zu Posen. 1906 wurde er zum ordentlichen Professor an der Universität Greifswald ernannt, seit 1907 wirkte er in Kiel und ab 1909 in Berlin.
Bernhard trat als energischer Kritiker der Polenpolitik Preußens hervor und lenkte mit seinen Schriften das Augenmerk der deutschen Öffentlichkeit auf den deutsch-polnischen Nationalitätenkampf. Er warb für mehr Verständnis des Polentums und seiner Organisationen und forderte eine intensivere Versöhnungspolitik gegenüber der polnischen Minderheit, um diese im positiven Sinne in das deutsche Staats- und Wirtschaftsleben zu integrieren. Vor dem Ersten Weltkrieg stand Bernhard im Brennpunkt der Diskussion um die Zukunft der deutschen Sozialpolitik. Die zeitgenössische Sozialpolitik griff er scharf an, indem er sie u. a. auch für eine angeblich grassierende „Rentenhysterie“ als Folge der Sozialversicherung verantwortlich machte. In späteren Jahren wurde er zu einem Mitarbeiter Alfred Hugenbergs und befasste er sich vornehmlich mit Fragen der Wirtschaftsdiktatur und mit der faschistischen Bewegung.

## Werke (Auswahl)
- Die Akkordarbeit in Deutschland, Duncker & Humblot, Berlin 1903.

- Das polnische Gemeinwesen im preußischen Staate, 1907.
- Die Polenfrage, 1907; 2.  neubearbeitete Auflage: Die Polenfrage, Nationalitätenkämpfe der Polen in Preußen, 1920.
- Die Städtepolitik im Gebiete des deutsch-polnischen Nationalitätenkampfes, 1909.
- Die politische Kultur der Deutschen, 1913.
- Unerwünschte Folgen der deutschen Sozialpolitik, 1913.
- Die preussische Polenpolitik. In: Handbuch der Politik. Berlin und Leipzig 1914.
- Die Fehlerquellen in der Statistik der Nationalitäten, 1914. Digitalisat
- Was wird aus dem Völkerbund? Der Ruf nach einer neuen Haager Konferenz, 1920.
- Zur Polenpolitik des Königreichs Preußen, 1923, 2. Auflage: 1925.
- Das System Mussolini, 1924.
- Der ‚Hugenberg-Konzern‘, Psychologie und Technik einer Großorganisation der Presse, 1928.
- Der Diktator und die Wirtschaft, 1930.
- Der Staatsgedanke des Faschismus, 1931.